# 누에베
누에베(스페인어: Nueve)는 멕시코의 텔레비전 네트워크이다.